# (2619) Skalnaté Pleso
(2619) Skalnaté Pleso es un asteroide perteneciente al cinturón de asteroides, descubierto el 25 de junio de 1979 por Eleanor F. Helin y el también astrónomo Schelte John Bus desde el Observatorio de Siding Spring, Nueva Gales del Sur, Australia.

## Designación y nombre
Designado provisionalmente como 1979 MZ3. Fue nombrado Skalnaté Pleso en homenaje al Observatorio Skalnaté Pleso ubicado en Eslovaquia.